# Richard Eyer
Richard Eyer (* 6. Mai 1945 in Santa Monica, Kalifornien) ist ein US-amerikanischer Schauspieler.

## Leben
Richard Eyer wurde wie sein jüngerer Bruder Robert Eyer von der Mutter dazu gebracht in jungen Jahren an Talentwettbewerben teilzunehmen, sodass er schnell Aufmerksamkeit bekam und für Werbespots und kleinere Rollen engagiert wurde. So debütierte er 1952 in dem von Alfred E. Green inszenierten Low-Budget-Film Invasion gegen U.S.A. an der Seite von Gerald Mohr und Peggie Castle auf der Leinwand. Zu seinen bekanntesten Filmen zählen die William-Wyler-Inszenierungen An einem Tag wie jeder andere (1955) und Lockende Versuchung (1956), in denen er die Filmsöhne von Fredric March bzw. Gary Cooper darstellte. Eyer arbeitete an fast 50 Kino- und Fernsehproduktionen mit. Mit dem Tod seines Agenten Milton Rossner und dem Einbruch des Erwachsenenalters begann seine Karriere zu erlahmen. Seine letzte große Rolle war die des Davey Kane in der Fernsehserie Stagecoach West, welche er in 38 Folgen von 1960 bis 1961 spielte. Anschließend war er nur noch sporadisch in vereinzelten Folgen von Fernsehserien zu sehen. Sein letzter Auftritt war 1967 in der Fernsehserie Combat!.
Nach seiner Schauspielkarriere arbeitete er als Grundschullehrer in Bishop, Kalifornien und besaß ein Geschäft, welches Tennisplätze baute. Er war vom 10. September 1970 bis zum 13. Dezember 1983 mit Laurie Lynn Seabern verheiratet. Gemeinsam haben sie drei Kinder, eine Tochter und zwei Zwillingssöhne.

## Filmografie (Auswahl)

### Film
- 1952: Invasion gegen U.S.A. (Invasion USA)
- 1953: Jede Woche neu (It Happens Every Thursday)
- 1954: Unter zwei Flaggen (The Raid)
- 1955: An einem Tag wie jeder andere (The Desperate Hours)
- 1955: Ihr sehr ergebener... (Sincerely Yours)
- 1956: Die Schlucht des Grauens (Canyon River)
- 1956: Er kam als Fremder (Come Next Spring)
- 1956: Lockende Versuchung (Friendly Persuasion)
- 1957: SOS Raumschiff (The Invisible Boy)
- 1957: Steig aus bei 43000 (Bailout at 43,000)
- 1957: Tödlicher Skandal (Slander)
- 1958: Im Dschungel der Großstadt (Johnny Rocco)
- 1958: Im Höllentempo nach Fort Dobbs (Fort Dobbs)
- 1958: Sindbads siebente Reise (The 7th Voyage of Sinbad)
- 1960: Aus der Hölle zur Ewigkeit (Hell to Eternity)

### Serie
- 1955–1958: Vater ist der Beste (Father Knows Best, drei Folgen)
- 1959: Rauchende Colts (Gunsmoke, eine Folge)
- 1960–1961: Stagecoach West (38 Folgen)
- 1967 Combat! (eine Folge)